# Cassia costata
Cassia costata là một loài thực vật có hoa trong họ Đậu. Loài này được J.F.Bailey & C.T.White miêu tả khoa học đầu tiên.